# Бронець
Бронець (пол. Broniec, нім. Bronietz) — село в Польщі, у гміні Олесно Олеського повіту Опольського воєводства.
Населення — 196 осіб (2011).
У 1975-1998 роках село належало до Ченстоховського воєводства.

## Демографія
Демографічна структура станом на 31 березня 2011 року:
|          | Загалом | Допрацездатний вік | Працездатний вік | Постпрацездатний вік |
| -------- | ------- | ------------------ | ---------------- | -------------------- |
| Чоловіки | 105     | 22                 | 70               | 13                   |
| Жінки    | 91      | 15                 | 55               | 21                   |
| Разом    | 196     | 37                 | 125              | 34                   |